# Bataille de Cheonan
Guerre de Corée
Batailles
Offensive nord-coréenne :

(juin 1950 - septembre 1950)
- Pokpung
- Chuncheon
- Séoul (1re)
- Busan (navale)
- Chumunjin
- Osan
- Pyeongtaek
- Cheonan
- Chochiwon
- Daejeon
- Sangju
- Yongdong
- Hwanggan
- Notch
- Périmètre de Busan

Contre-offensive de l'ONU :

(septembre 1950 - octobre 1950)
- Incheon
- Bombardement de Pyongyang
- Pyongyang

Intervention chinoise :

(octobre 1950 - avril 1951)
- Onjong
- Unsan
- Chongchon (Wawon)
- Réservoir de Chosin
- Évacuation de Hŭngnam
- Séoul (3e)
- Twin-Tunnels
- Jipyeong-ri
- Imjin
- Kapyong

Impasse :

(août 1951 - juillet 1953)
- Crèvecœur
- Fleuve Han
- Opération Commando
- Maryang San
- Suncheon
- Barrage de Sui-Ho
- Triangle Hill
- le Crochet
- Fleuve Samichon
- Armistice de Panmunjeom

Post armistice :
- Raid sur la Maison Bleue
- Attaque de l'EC-121
- Incident du peuplier
- Infiltration de Gangneung
- Guerre du crabe

La bataille de Cheonan fut le troisième engagement livré entre les États-Unis et la Corée du Nord, ayant eu lieu dans la nuit du 7 au 8 juillet 1950 pendant la guerre de Corée près de la ville de Cheonan dans l'ouest de la Corée du Sud.

## Contexte historique
Dans les heures précédant l'aube du 25 juin 1950, sous la protection d'un formidable barrage d'artillerie, 135 000 Nord-Coréens franchirent la frontière entre les deux Corées. Le gouvernement nord-coréen annonça que des troupes commandées par le « traître et bandit » Syngman Rhee avaient traversé le 38e parallèle, et que par conséquent le Nord avait été obligé de riposter « à une grave provocation des fantoches de Washington », selon L'Humanité du lendemain. Conseillée et équipée par les Soviétiques, qui ne s'engageront toutefois jamais ouvertement, l'armée nord-coréenne mit en ligne 7 divisions, 150 T-34, 1 700 pièces d'artillerie, 200 avions de combat et d'importantes réserves.
L'attaque nordiste fut dévastatrice. Au moins les deux tiers de la petite armée sud-coréenne (à peine 38 000 hommes répartis sur 4 divisions d'infanterie) étaient alors en permission, laissant le pays largement désarmé. Les Nord-Coréens attaquèrent en plusieurs endroits stratégiques, parmi lesquels Kaesong, Chunchon, Uijongbu, et Ongjin. En quelques jours, les forces sudistes, surclassées en nombre et en puissance de feu, furent mises en déroute et durent battre en retraite. Tandis que l'attaque au sol progressait, l'armée de l'air nordiste bombarda l'aéroport de Gimpo à Séoul où se trouvaient les 22 avions de liaison et d'entraînement de l'aviation du sud. Séoul fut prise dans l'après-midi du 28 juin.

## Prélude
Le 34e régiment d'infanterie de la 24e division d'infanterie mécanisée américaine fut assignée dans le secteur de Cheonan afin de retarder des éléments de la 4e division d'infanterie de l'Armée populaire de Corée, avançant vers le sud à la suite de leurs victoires lors des batailles d'Osan et de Pyeongtaek les jours précédents. Situé entre les montagnes et la mer Jaune, la ville disposait d'une certaine valeur stratégique.
Les Américains établirent un périmètre défensif au nord de Cheonan.

## Déroulement de la bataille

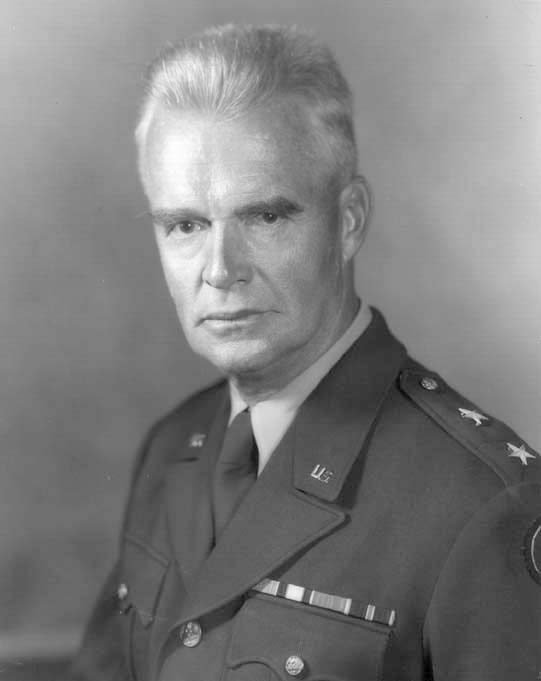
William F.Dean, commandant la d'infanterie mécanisée lors de la bataille.

### L'assaut nord-coréen et retrait américain
À la tombée du jour, le 7 juillet, les Nord-Coréens appuyés par des chars T-34 de la 105e division blindée lancent un assaut contre les positions américaines. Ces derniers, incapables de repousser les Nord-Coréens car en infériorité numérique se retrouvèrent bientôt dans un combat intense en milieu urbain, l'Armée populaire de Corée étant entré dans la ville via deux axes.
Elle aboutit à la destruction en presque totalité du 34e régiment d'infanterie américain (avec la bataille de Pyeongtaek) et à la mort de leur commandant, le colonel Robert R. Martin. 300 Américains furent tués ou blessés tandis que 60 autres furent capturés par les Nord-Coréens. Le reste du 34e bat en retraite vers le fleuve Kum et établit des positions défensives. La défense de Cheonan permit toutefois de retarder l'avance des forces nord-coréennes pendant 14-20 heures, ce qui permit au 21e régiment d'infanterie de mettre en place la prochaine action de retardement à Chonui et Chochiwon.